# Exetastes larinus
Exetastes larinus là một loài tò vò trong họ Ichneumonidae.